# 區域葡萄酒行動委員會
區域葡萄酒行動委員會(法語：Comité Régional d'Action Viticole，簡稱CRAV)或有時被稱為葡萄酒行動委員會(法語：Comité d'action viticole，簡稱CAV)，是一個由激進的法國葡萄酒生產者組成的團體。它聲稱對包括炸毀雜貨店、一家酒廠、兩個城市的農業部辦公室、在另一個城市燒毀汽車、劫持油輪以及銷毀大量非法国葡萄酒等多起襲擊負責。
CRAV 主要活躍於法國南部的朗格多克-鲁西永地區，這是一個法國葡萄酒產區。該組織認為這個地區受到生產過剩所帶來的問題，隨之而來的是需要調整葡萄酒的質量和數量以適應市場現實的需求，包括日常消費的簡單葡萄酒在國內需求減少。這一過程涉及到大量的欧洲联盟補貼，對小型生產商造成了負面影響，並引起了各種抗議，其中 CRAV 是最為暴力的。
CRAV 公開的要求經常包括一些對法國政治家來說幾乎不可能在歐盟規則下實施的元素，因為這意味著對共同市場的干預並在共同農業政策之上引入國家補貼。該團體呼籲對日益增加的西班牙和意大利葡萄酒進口實施更高的限制性关税，由於這些國家有較低的社會成本、較少的官僚程序和不同的產業結構，導致其葡萄酒生產成本更經濟。消費者對葡萄酒品牌、簡單的葡萄酒標籤、品種標籤以及新世界葡萄酒風格的偏好，也導致澳大利亞、智利、美國和其他新世界生產國的葡萄酒出口擴大。
不僅是激進生產者，沮喪情緒在更廣泛範圍內蔓延。葡萄種植者艾梅·吉伯特（Aime Guibert）認為：“每一瓶降落在歐洲的美國和澳大利亞葡萄酒都是對我們豐富的歐洲文化核心的炸彈攻擊。”E. & J. Gallo Winery的法國經理西爾萬·雷莫維爾（Sylvain Removille）報告說，他和他的銷售團隊反覆遭到肢體攻擊。 
在2007年5月17日，該團體發布了一部影片，其中聲稱如果總統尼古拉·萨科齐未能採取行動提高葡萄酒價格，將會引發血腥事件。 

## 攻擊
在2009年，CRAV繼續對裝瓶商和葡萄酒進口商採取行動，包括縱火和在進口商設施放置爆炸物。  
- 在2006年3月6日，超過120名戴著面具、手持撬棍的男子攻擊了塞特的兩個倉庫，將數千加侖的葡萄酒從儲藏罐中倒空[10]。
- 2008年，他们袭击了纳博讷的一座建筑。 [11]
- 在2013年7月，位於卡尔卡松的社會黨總部在夜間遭到炸彈襲擊。使用了罐裝裝置，建築物的外部被噴上了“CAV”字樣[11][12]。  當地的學校也受到了損害[11]。
- 在2014年初，一封信件被寄給了擁有拉里維埃爾城堡（Chateau de la Rivere）的家族成員，信中寫道：“詹姆斯·格雷瓜爾（James Grégoire）因為在我們警告後10天內將他的房產，拉里維埃爾城堡，賣給外國人而付出了生命的代價……中國買家藍克（Lam Kok）也以他的生命付出了代價[13]。 城堡的前負責人詹姆斯·格雷瓜爾和中國買家藍克、藍克的兒子以及一名翻譯在此之前十天因直升機墜毀事故去世[13]。 信件署名為農業行動委員會（Comité d'action agricoles），並附有一句奧克西坦語，意為“我們想在自己的國家生活”。然而，警方并不相信这些说法[13]。
- 在2014年3月，圖盧茲附近的一個電話交換站遭到襲擊，現場留下了CRAV的塗鴉。 [14]
- 在2015年4月，與巴黎和布魯塞爾的抗議活動同時，A9高速公路遭到襲擊[15]。 超過100名葡萄酒製造商聚集在勒布卢的一個收費站[15]。 他們襲擊了五輛西班牙葡萄酒運輸車 - 兩輛被徹底倒空，而另外三輛被允許帶著一半的“非法葡萄酒”（ILLEGAL WINE）離開，這些字樣被噴在了拖車上[15]。
- 在2016年7月，讓·格雷澤斯（Jean Gleyzes）位於乌韦扬的酒莊品酒室遭到了縱火襲擊，牆壁上被塗鴉寫上了“欺詐者，強盜，CAV”[16]。
- 同樣在2016年7月，三十名戴著面具的男子闖入位於莫雷扬的Vinadeis公司辦公室，用撬棍和錘子攻擊室內的辦公設備，同時其他人在室內點燃了輪胎[17]。 他們還試圖倒空葡萄酒儲罐，但發現儲罐已經是空的。 [17]
- 在2016年8月，CRAV襲擊了位於法國塞特鎮的配送公司Biron的五個葡萄酒儲罐，釋放了數千升葡萄酒，導致當地房產被淹沒[18][19]。緊急服務部門不得不介入，以防止洪水造成過多的損害[18]。

## 外部連結
- BBC新聞 - 法國葡萄酒種植者變成游擊隊 - 2007年6月17日連結 （页面存档备份，存于）
- CRAV發起更加激烈的行動，一夜之間的無政府狀態造成300萬歐元的損失
- CRAV：警察“害怕”
- 暴力回歸法國南部
- 隨著葡萄酒製造商在法國南部大肆破壞，局勢“失控”